# 1621
1621 (MDCXXI) fue un año común comenzado en viernes según el calendario gregoriano.

## Acontecimientos
- 14 de febrero: en Roma, el cardenal Ludovisio es elegido papa con el nombre de Gregorio XV.
- 17 de febrero: en la actual Venezuela, se funda la Parroquia Petare.
- 27 de febrero: el neerlandés Jan Pieterszoon Coen desembarca en las Islas de Banda en una expedición que resultará en el exterminio de la población nativa.[1]
- 6 de marzo: Benkos Biohó ejecutado y descuartizado en Cartagena (Colombia) por el gobernador de Cartagena García Girón.[2]
- 14 de marzo: disolución de la Unión Protestante.
- 31 de marzo: tras la muerte de Felipe III, su hijo Felipe IV se convierte en rey de España y Portugal.
- 5 de abril: el Mayflower, barco que llevó colonos ingleses a los Estados Unidos, comienza un viaje de vuelta a las islas británicas.
- 2 de mayo: ocurre el desastroso Terremoto de Panamá de 1621.
- 3 de junio: fundación de la Compañía Neerlandesa de las Indias Occidentales.
- 10 de octubre: en el actual Perú, se funda el Colegio San Francisco de Borja.[3]
- Abril: se reanuda la guerra de los Ochenta Años al expirar la Tregua de los doce años entre España y Países Bajos.
- 5 de abril: el Mayflower, nave que trajo colonos ingleses a los Estados Unidos, comienza un viaje de vuelta a Gran Bretaña.
- 7 de abril: en España cae prisionero el aristócrata Pedro Girón, con lo que se inicia la persecución de los partidarios del duque de Lerma.

Sin fecha
- El inventor neerlandés Cornelius Drebbel, realiza la primera inmersión conocida, de lo que se puede llamar submarino en Londres. El artefacto, logra permanecer sumergido en el Támesis durante 3 horas. Semejante hazaña, tiene como testigo al rey Jacobo I.
- El holandés Willebrord Snel presenta la Ley de Snell referente a la refracción de la luz.
- Edición de la Arithmetica de Diofanto de Alejandría a cargo del francés Bachet de Méziriac.

## Nacimientos
- 27 de enero: Thomas Willis, fisiólogo británico (f. 1675).
- 5 de septiembre: Juan Andrés Coloma, aristócrata español (f. 1694).
- 8 de septiembre: Luis II de Borbón-Condé, aristócrata y militar francés de la guerra de los Treinta Años (f. 1686).
- 20 de noviembre: Avvakum, obispo y escritor ruso (f. 1682).

## Fallecimientos
- 28 de enero: Paulo V, papa italiano.
- 15 de febrero: Michael Praetorius, compositor y organista alemán (n. 1571).
- 28 de febrero: Cosme II de Médici, aristócrata y mecenas italiano.
- 31 de marzo: Felipe III, rey español entre 1598 y 1621.
- 30 de noviembre: Francesco Rasi, tenor y compositor italiano (n. 1574).
- 17 de diciembre: Roberto Belarmino, religioso italiano, doctor de la Iglesia (n. 1542).